# Ernst Herman van Rappard
Ernst Herman Ridder van Rappard (30 de octubre de 1899,  Regencia de Banyumas, Java Central, Indias Orientales Neerlandesas - Países Bajos, Vught, 11 de enero de 1953) fue un político y militar nacionalsocialista neerlandés. Después de liderar su propio movimiento nacionalsocialista fallido, Van Rappard se alistó en las SS (Schutzstaffel) y tuvo un servicio activo en la Segunda Guerra Mundial.

## Biografía

### Primeros años
Van Rappard, parte de una importante familia holandesa, nació en las Indias Orientales Neerlandesas del ingeniero en jefe Oscar Emile ridder van Rappard y su esposa Dina Thal Larsenhe, como el hermano menor del futuro deportista Oscar van Rappard. Su educación tuvo lugar en el Países Bajos en La Haya y posteriormente en la Universidad de Leiden. Luego estudió economía en Berlín y Múnich y allí apoyó el nacionalsocialismo.

### Carrera política
Se unió al Partido Nacional Socialista de los Trabajadores Neerlandeses (NSNAP) en 1931, aunque el grupo se dividió en tres y Van Rappard pronto se encontró como el líder de su propia versión del partido. Su grupo, el NSNAP-Van Rappard, abogó por la incorporación de los Países Bajos al Tercer Reich, argumentando que los neerlandeses tenían un fuerte parentesco étnico con los alemanes (por ej. la raíz lingüística). Su grupo también compitió con el Movimiento Nacional Socialista en los Países Bajos (NSB) en términos de su antisemitismo virulento, obteniendo la mayor parte de su apoyo de la frontera germano-neerlandesa. Más tarde, su grupo pasó a llamarse NSNAP-Hitlerbeweging, aunque Adolf Hitler ordenó la eliminación de su nombre de lo que era un movimiento menor. 
Su movimiento se desvaneció hasta la invasión alemana de 1940 cuando fue revivido, aunque se disolvió en 1941 junto con todos los partidos políticos aparte del NSB. Los ocupantes alemanes, de hecho, ordenaron a Van Rappard que incorporara su grupo al NSB.

### Carrera militar
Después de la incorporación, Van Rappard se alistó en las Waffen-SS. Como parte de la 1.ª División Leibstandarte SS Adolf Hitler, vio el servicio en Yugoslavia y Grecia, aunque sin ninguna participación en el combate real. Regresó a los Países Bajos, pero después de negarse a unirse al NSB, se volvió a alistar en la 5.ª División Panzer SS Wiking. Esta vez vio acción y fue herido en una campaña en el Cáucaso. Vio la guerra como oficial en varias unidades de las Waffen SS, siendo herido en Estonia en agosto de 1944 y recibiendo la Cruz de Hierro de 2.ª clase.

### Últimos años
Van Rappard fue capturado por soldados canadienses en mayo de 1945 y detenido, inicialmente en Utrecht y luego en Scheveningen. Su servicio para Alemania resultó en su condena a muerte en 1949, aunque esto se cambió a cadena perpetua. Fue encarcelado de diversas maneras en Leeuwarden y Breda antes de morir de una hemorragia cerebral en el hospital central de la prisión en Vught.